# Jules II
Pour les autres membres de la famille, voir Famille Della Rovere.
Giuliano Della Rovere, né le 5 décembre 1443 à Albisola près de Savone et mort dans la nuit du 20 au 21 février 1513 à Rome, est un homme d'Église. Successivement évêque de Carpentras, Lausanne, Coutances, puis de Viviers et enfin archevêque d'Avignon, il est élu pour devenir le 216e pape de l’Église catholique le 1er novembre 1503 sous le nom de Jules II (en latin Julius II, en italien Giulio II) à la suite du conclave d'octobre 1503.
Préoccupé de l'équilibre des puissances en Italie, cet ambitieux chef d'État, plus séculier que religieux, élimine tour à tour César Borgia, les Vénitiens puis les Français avec le concours des Espagnols de la Romagne et du Milanais, accroissant simultanément le territoire des États pontificaux. Sur le plan artistique, on lui doit un mécénat qui a donné l'actuelle basilique Saint-Pierre, la décoration du plafond de la chapelle Sixtine ainsi que celle des chambres de Raphaël, la création d'un musée d'art.

## L'accession à la papauté
Originaire d’une riche famille de marchands de Savone, l’accession de son oncle Sixte IV au pontificat en 1471 lui permet de gravir rapidement les échelons de la hiérarchie ecclésiastique.
Formé chez les franciscains, son oncle devenu général de l'ordre le fait entrer au noviciat au couvent de Pérouse.
Il ne semble pas avoir embrassé la vie monastique. En 1471, il est ordonné évêque de Carpentras puis cardinal.
Il est évêque de Lausanne jusqu'en 1476, puis de Coutances, diocèse duquel il se démet en faveur de son neveu Galeas Della Rovere en 1477.
En 1474, il conduit les troupes pontificales lors d'une campagne militaire pour ramener l'ordre à l'intérieur des États du pape. Après avoir soumis les cités de Lodi et Spolète, il assiège Città di Castello, dont le seigneur, Niccolò Vitelli, était un allié de Laurent de Médicis.

Bulle de l'archevêque d'Avignon Julien de la Rovere, 1480 (voir aussi le catalogue des bulles et sceaux des archives départementales de Vaucluse

Archevêque d'Avignon de 1474 à 1503, il exerce pendant la même période dans la cité la fonction de légat du pape, ainsi que la fonction d'évêque de Mende (1478-1483).
Il est également évêque de Bologne du 3 novembre 1483 au 20 septembre 1499.
Peu respectueux de l'obligation de continence (à différencier cependant du vœu de chasteté des moines et des religieux), il engendre trois filles dont Felice della Rovere.
[non neutre].
Le roi Louis XI accueille le légat à Lyon le 15 juin 1476,. Le cardinal quitte de nouveau Rome le 5 juin 1480 et arrive à Paris le 4 septembre. En effet, les Turcs ont tenté d'occuper Rhodes en mai. Afin d'organiser une croisade unie, il faut établir diligemment une paix stable entre Louis XI et Maximilien Ier du Saint-Empire. À cause de Maximilien, il ne réussit pas à réaliser ce projet. Cependant, en fin d'année, le légat peut libérer le cardinal Jean de la Balue enchaîné depuis 11 ans. Si l'on ignore sa mission suivante, il reste encore à Paris, puis à Avignon jusqu'au 18 novembre 1481.
En 1492, à la mort du pape Innocent VIII, Rodrigo Borgia, son ennemi personnel, réussit à se faire élire sous le nom d’Alexandre VI. Jaloux et fâché de son échec, Della Rovere accuse le nouveau pape d’avoir acheté un certain nombre de voix dont celle du cardinal Ascanio Sforza qui, après s’être présenté au premier tour de vote, s’est finalement rallié au cardinal Borgia. Craignant pour sa vie, il part en France à la cour de Charles VIII qu'il convainc de mener une campagne militaire en Italie, afin de déposer Alexandre VI et de récupérer le royaume de Naples. Accompagnant le jeune roi dans sa campagne, il entre dans Rome avec lui fin 1494 et se prépare à lancer un concile pour enquêter sur les agissements du pape en vue de le déposer.
Mais Alexandre VI parvient à circonvenir les machinations de son ennemi, en achetant l'ambassadeur français Guillaume Briçonnet, évêque de Meaux, auquel il promet le chapeau de cardinal.

## Son pontificat

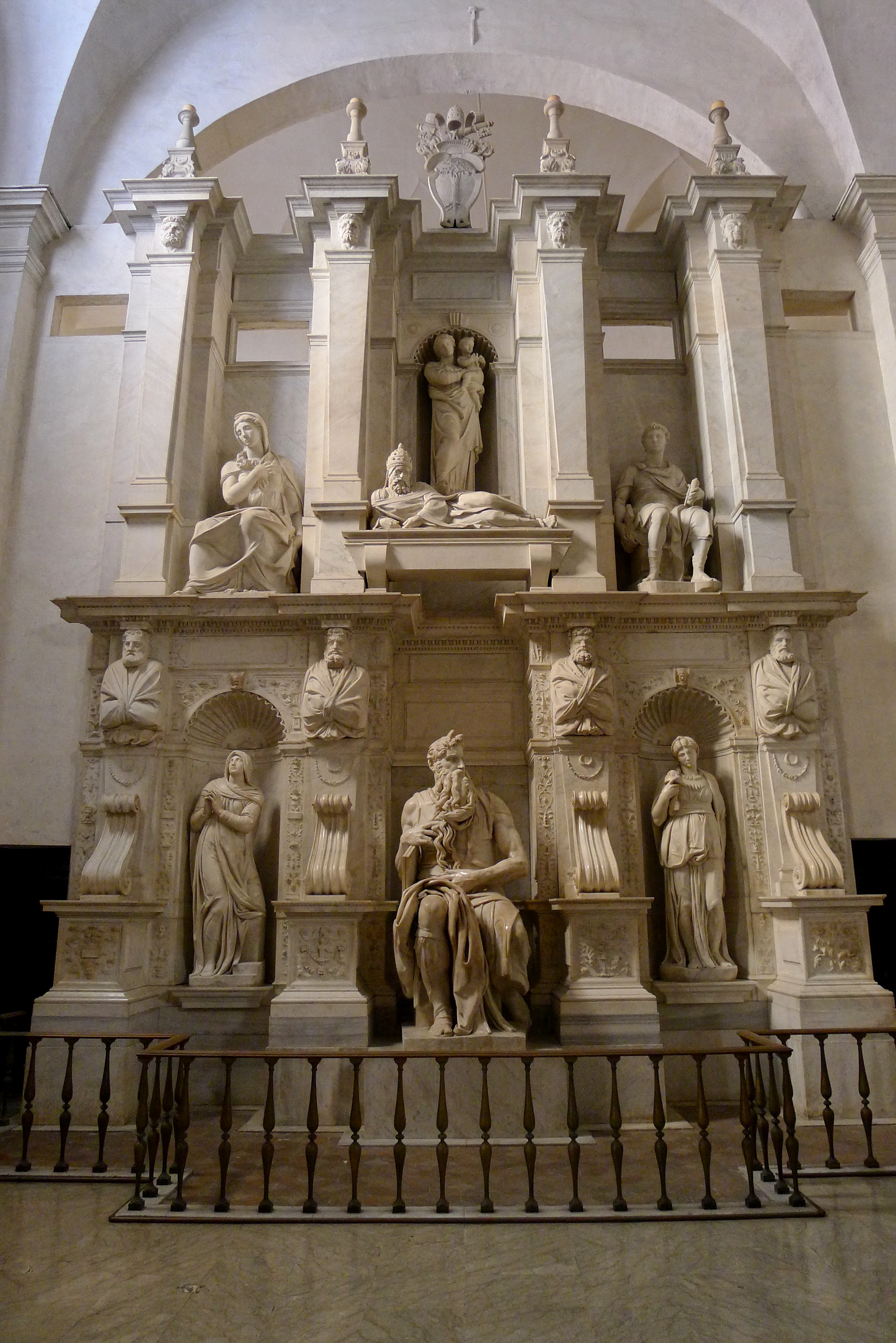
Moïse, par Michel-Ange.

Après la mort d'Alexandre VI, le 18 août 1503, et le règne très court (moins d'un mois) de Pie III, cardinal très âgé alors élu à titre de compromis, il est élu au pontificat le 1er novembre 1503, par 37 voix sur 38 votants, après le désistement en sa faveur du cardinal d'Amboise.
Jules II veut faire de l'État pontifical une grande puissance, ce qui lui vaut le surnom de Jules César II pour ses admirateurs.
Pour cela, il n’hésite pas à la fois à utiliser les armes spirituelles contre ses ennemis et à participer personnellement aux campagnes militaires.
Ce véritable condottiere de l'Église laisse l'image du « pape-soldat », son ardeur à guerroyer lui valant le surnom de « pape de fer ».
Dans un premier temps (1503-1509), il rétablit son autorité sur les États de l'Église, oblige César Borgia à restituer ses forteresses et à se réfugier en France.
Il enlève Pérouse aux Baglioni et Bologne à Giovanni II Bentivoglio.
Une fois César Borgia éliminé, il peut s'emparer d'une partie de la Romagne, et exige alors de la république de Venise la cession de nouveaux territoires.
Désavoué par le Sénat, il suscite la ligue de Cambrai, fulmine une bulle d'excommunication contre la république de Venise le 27 avril 1509, et appelle l’empereur Maximilien à attaquer la Sérénissime République.
Prétextant de son couronnement comme empereur pour son voyage à Rome, Maximilien s'enfonce en territoire vénitien en février 1508 à la tête d'une imposante armée et marche sur Vicence, mais il est défait par l'armée vénitienne de Bartolomeo d'Alviano. Ce sont les Français, membres de la Ligue, qui portent l'année suivante le coup décisif aux Vénitiens (bataille d'Agnadel).
Inquiet des progrès de Louis XII, le pape n'a plus qu'un but : chasser les Français d'Italie.
Il se réconcilie avec Venise, avec la restitution de Faenza et de Ravenne (en février 1510), et s'allie avec le cardinal de Sion, Matthieu Schiner, adversaire des Français, qui rallie à sa cause les cantons suisses.
Louis XII réplique en suscitant contre Jules II une campagne de pamphlets et en convoquant le concile de Pise pour destituer ce pape.
Jules II riposte par sa bulle Sacrosanctæ, convoquant un concile au Latran, qui excommunie tous les membres du concile de Pise, et en formant une Sainte Ligue contre la France. L'Église frôle le schisme.
Malgré leur victoire de Ravenne, le 11 avril 1512, les Français évacuent l'Italie en juin 1512.
Les Médicis rentrent à Florence et les Sforza à Milan.
Ils restituent Parme et Plaisance au Saint-Siège.
Alors qu'il vient de se rapprocher de l'empereur Maximilien, le pape Jules II meurt le 21 février 1513.
Sous son pontificat, Jules II convoque le Ve concile du Latran, crée la Garde suisse pontificale en 1506, pose la première pierre de la basilique Saint-Pierre de Rome commencée par Bramante, qu'acheva son successeur Léon X.
Grand amateur d'arts il protège Michel-Ange, auquel il commande les grandes fresques de la Sixtine.
Il fait venir à Rome de nombreux artistes.
Il redessine la ville de Rome, faisant entrer son architecture et son urbanisme dans la modernité.
Haï des Français, Jules II a été l'objet en France de représentations de plusieurs soties et moralités, dont les plus célèbres, la Chasse du cerf des cerfs et le Jeu du Prince des Sots de Pierre Gringore.
Jean Lemaire de Belges publie un Traité des conciles et des schismes, qui prend la défense de Louis XII contre le pape.
Érasme écrit contre lui une satire, Iulius exclusus de cælis, peut-être inspirée de l'Apocoloquintose.

## Tiares pontificales
Tout au long de son pontificat, Jules II n'a eu de cesse d'acheter des tiares qu'il enrichissait, la plus importante comptant jusqu'à sept étages, chacun ornés de plusieurs pierres précieuses et de joyaux.

## Un bâtisseur et un mécène

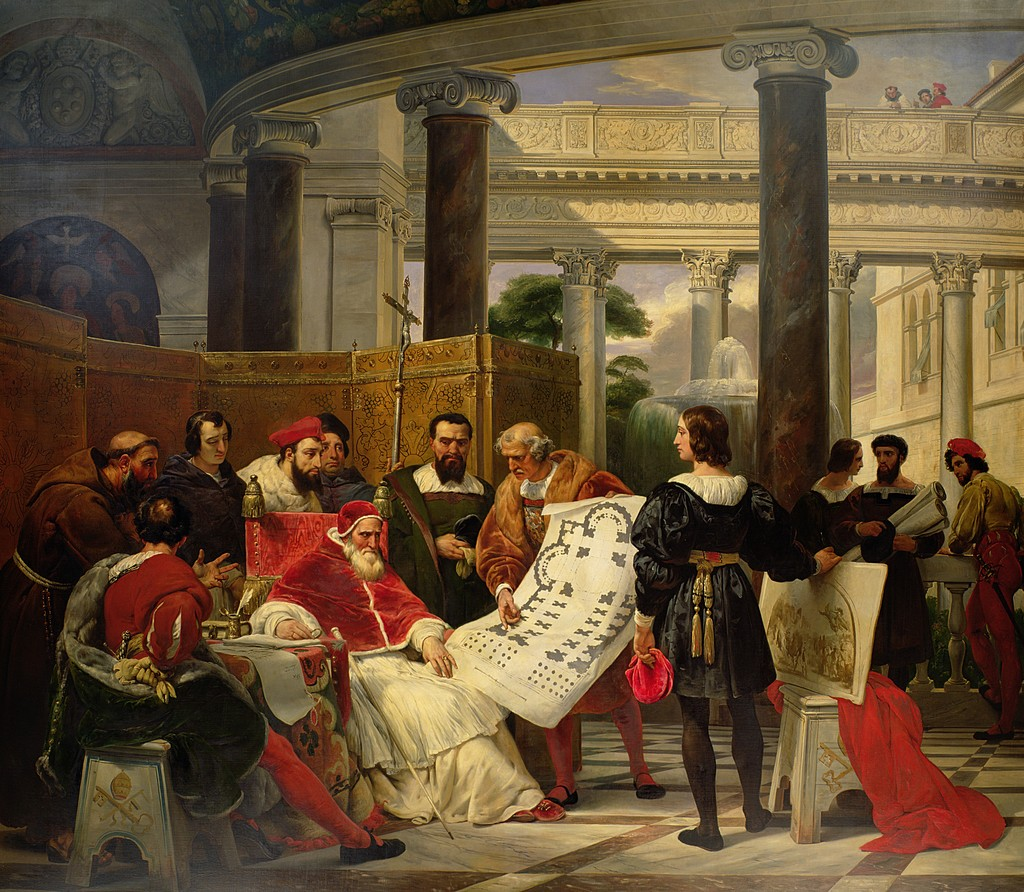
Jules II ordonnant les travaux du Vatican et de saint Pierre à Bramante, Michel Ange et Raphaël
Horace Vernet, 1827
Musée du Louvre

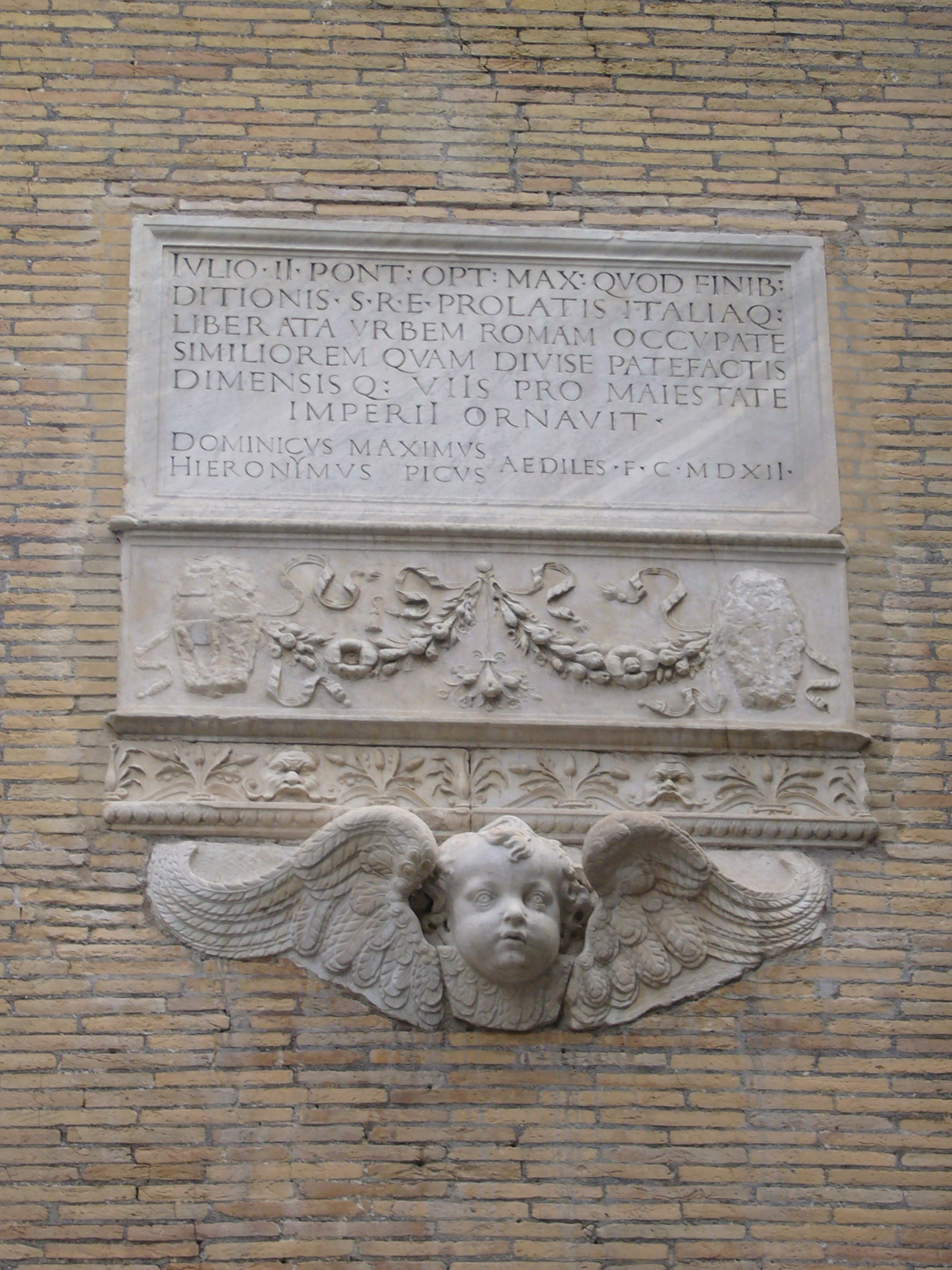
Via Giulia. Plaque commémorative des travaux de Jules II (1512).

Le mécénat de Jules II couvre cinq projets majeurs : la reconstruction de la basilique Saint-Pierre et l'agrandissement du Vatican par Bramante, la décoration des nouveaux appartements par Raphaël, l'édification d'un tombeau pour lui-même et la décoration de la chapelle Sixtine par Michel-Ange.
C'est à Jules II, reprenant des projets antérieurs dus aux architectes Leone Battista Alberti et Bramante, que l'on doit la construction de la basilique Saint-Pierre, en partie financée par la vente des indulgences.
Bramante est chargé de la nouvelle construction, dont la première pierre est posée le 18 avril 1506.
Après la mort de Jules II en 1513 et de Bramante l'année suivante, les travaux sont loin d'être achevés, et sont repris sous la direction de Giuliano da Sangallo, de Antonio da Sangallo le Jeune et de Raphaël.
Jules II, sans doute conseillé par Bramante, transforme singulièrement la voirie de Rome.
Afin que toutes les voies convergent vers la basilique Saint-Pierre, « il ordonna de percer la Via Giulia sur la rive gauche et de transformer en une véritable rue la Lungara, les chemins qui serpentaient le long du fleuve sur la rive droite ».
Sa mort interrompt les grands travaux qu'il envisage, notamment la construction d'une avenue monumentale conduisant à Saint-Pierre et celle d'un pont pour décongestionner celui de Saint-Ange dont il a d'ailleurs facilité l'accès en élargissant la rue y conduisant.
L'ampleur des travaux entrepris pose le problème des matériaux ; bien qu'il fût, en principe, interdit de s'en prendre aux monuments antiques, la réalité fut tout autre, et Bramante y gagne le surnom de ruinante.
Le pape charge Michel-Ange de dessiner et sculpter son tombeau. Le célèbre Moïse qui se trouve dans la basilique de Saint Pierre-aux-Liens, à Rome, devait en faire partie. Le mausolée est resté inachevé et le corps de Jules II se trouve aujourd'hui sous une simple dalle dans la basilique Saint-Pierre auprès de son oncle Sixte IV.
Pour tous les architectes, sculpteurs et peintres qu'il fait travailler, Jules II est un véritable mécène. Est-il besoin de rappeler les admirables décorations des appartements du pape, dites les chambres de Raphaël (Stanze di Raffaello) et les fresques de la chapelle Sixtine, notamment celles dues à Michel-Ange ?

## Succession apostolique
Jules II a ordonné les évêques suivants :
- Pape Pie III (1503)
- Cardinal Raffaele Sansoni Riario della Rovere (1504)
- Cardinal Galeotto Franciotti della Rovere (1504)
- Évêque Johannes Burckardt (1504)
- Cardinal Antonio Ferrero (1504)
- Cardinal Francesco Alidosi (1504)
- Cardinal Gabriele de' Gabrielli (1504)
- Cardinal Achille Grassi (1506)
- Archevêque Maurice O'Fihely (it), O.F.M. (1506)
- Archevêque Orlando della Rovere-del Carretto (it) (1512)

## Dans les arts et la culture

### Filmographie

#### Cinéma
- 1944 : La Fornarina de Enrico Guazzoni avec Pio Campa ;
- 1965 : L'Extase et l'Agonie de Carol Reed avec Rex Harrison ;
- 1993 : Inside the Vatican de John McGreevy avec Jacques Godin ;
- 2009 : Los Borgia d'Antonio Hernández, avec Eusebio Poncela.
- 2019 : Michel-Ange de Andreï Kontchalovski avec Massimo De Francovich.

#### Télévision

##### Série
- 1964 : Vita di Michelangelo de Silverio Blasi, joué par Antonio Crast.

- 1990 : La primavera di Michelangelo / A Season of Giants de Jerry London avec F. Murray Abraham.
- 2011 : 
  - Borgia de Tom Fontana avec Dejan Čukić dans la saison 3.
  - The Borgias de Neil Jordan avec Colm Feore de manière récurrente.
- 2012 : Ne mélangez pas les torchons et les essuie-bars, Jules II apparait lors de la réalisation de la Chapelle Sixtine par Michel-Ange.

##### Documentaire
- 2020 : Vatican - La cité qui voulait devenir éternelle de Marc Jampolsky et Marie Thiry, Jules apparait.

### Iconographie

#### Peinture
- La Dispute du Saint-Sacrement
- La Messe de Bolsena
- Portrait du pape Jules II
- Héliodore chassé du temple
- Jules II ordonnant les travaux du Vatican et de saint Pierre à Bramante, Michel Ange et Raphaël d'Horace Vernet en 1827

### Littérature

#### Bande dessinée
- Borgia d'Alejandro Jodorowsky (dessin : Milo Manara), montre de façon romancée Jules II avant son élection pontificale.
- Le Pape terrible d'Alejandro Jodorowsky (dessin Theo) montre de façon romancée certains épisodes de la vie du pape Jules II.

#### Satire
- 1513 : Julius, dialogue entre Saint Pierre et le Pape Jules II à la porte du Paradis attribué soit à Erasme, à Fausto Andrelini et plus communément à Ulrich de Hutten.

#### Ouvrage
- 1515 : La vie du pape Jules Second, grand ennemi du bon roi Louis XII et des Français, gens de bien, tant ecclésiastiques qu'autres[19].